# Bolotettix luzonicus
Bolotettix luzonicus är en insektsart som beskrevs av Bei-bienko 1935. Bolotettix luzonicus ingår i släktet Bolotettix och familjen torngräshoppor. Inga underarter finns listade i Catalogue of Life.